# Kalynivka
Kalynivka (in ucraino Калинівка?) è un centro abitato dell'Ucraina, situato nell'oblast' di Vinnycja.